# 岐阜高校教師教え子殺人事件
岐阜高校教師教え子殺人事件（ぎふこうこうきょうしおしえごさつじんじけん）は、1986年（昭和61年）に岐阜県で発生した殺人事件。

## 概要
1986年（昭和61年）10月14日夜、岐阜県羽島市の中古車販売店の駐車場で、通行人から「何かが燃えている」と119番通報があり、消防署が駆けつけると、若い女性の黒焦げた焼死体が発見された。岐阜県警羽島署（現・岐阜羽島署）が、焼死体の指紋などを採取した結果、女性は元モデルのS（当時22歳）であることが判明。手首を縛られていたことから、警察は殺人の可能性が高いと見て捜査した。
10月19日、Sの銀行口座からキャッシュカードで現金36万円が引き出されており、警察は防犯カメラの映像から、現金を引き出した男を犯人と断定。その結果、岐阜市の県立岐阜西工業高校に勤務する美術担当の高校教諭K（当時38歳）であることが判明し、Kと共犯の元看護婦H（当時22歳）を殺人、死体遺棄容疑で逮捕した。

## 経緯

### 関係
Kは1979年にSとHが通う高校に赴任してきた。この時Kと2人は教師と生徒という関係になる（Sの後輩がH）。Kは一般の教諭とは異なり、派手な服装で授業を行う目立つ存在だった。ルックスが良く生徒に人気があったその一方で、生徒に対する依怙贔屓が激しく、美術教師という立場を利用して女子生徒に「デッサンのモデル」と称してヌード写真を撮り、それをネタに脅迫する等、裏の顔を持つ問題教師でもあった。
Sは高校を卒業する1982年頃にKと愛人関係になる。Kの勧めでモデルクラブに就職するが、僅か8ヶ月で退職。OLになるも1年で退職した。その後、Kの強い要請でソープランドで働くことになるが、Sは売れっ子になり人気はトップでかなりの高給を得た。しかし、Kが高級車や高級腕時計などを購入するなどして全て使い果たしてしまった。これに業を煮やしたSはKに対し、今まで貢いだ金銭を返済するか、「奥さんと別れて一緒に暮らしてほしい」と結婚を迫るが、これを拒否すると「今までの関係を奥さんや学校にすべて告白する」と言い出したため、KはSに殺意を抱くようになる。

### 殺害まで
1986年10月11日夜、Kは自宅近くでSを車に乗せ、「妻に見られたら困る」と騙して事前に購入した木箱（縦1m、横56cm、高さ70cm）に入れ、隠しておいた金槌で背後から頭などを数回殴打、さらに紐で首を絞めようとしたが抵抗されたため、箱に押し込めて施錠する。その後、勤務先の学校の美術室まで木箱を運んで蓋を開けたところ、Sはまだ意識があり、「何でも聞くから、命は助けて」と哀願するSに、Kは非情にも睡眠薬を飲ませ、両手首をビニール紐で縛ったうえ、タオルやクッション等を押し込み窒息死させた。
Kはそれから3日間、木箱を美術室に置いたまま平然と授業を続けるが、やがて死臭が気になったため、もう一人の愛人であるHを誘って手伝わせ、木箱を羽島市内の中古車販売店まで運び、Sの遺体を木箱から出してガソリンをかけて火をつけた。

## 裁判
- 1987年12月8日 - 岐阜地裁はKに対し懲役15年、Hに対し懲役1年6ヶ月・執行猶予3年の判決。Kの両親が遺族に慰謝料を渡したことが大きな理由であったが、検察側は不服として控訴。
- 1988年6月21日 - 名古屋高裁は慰謝料が貢いだ金銭の返済分でしかないと認定し、一審の判決を破棄。改めてKに対し無期懲役の判決。だが、Kが不服として上告。
- 1990年2月23日 - 最高裁はKの上告を棄却し、無期懲役が確定した。